# 高久産業
高久産業株式会社は、プラスチック製品の製造、販売を行っているメーカーである。本社は東京都墨田区。

## 沿革
- 1950年墨田区寺島町において、壜栓用コルク栓の製造加工場として、腰高コルク加工所を創業する。
- 1965年(有)腰高コルク工業所に組織変更し、本社と工場を移転する。 本社工場　東京都墨田区東向島2-5-15　資本金100万円
- 1971年(有)腰高パッキング工業所に社名を変更する。
- 1973年包装資材、機能製品の製造拡充のため、高砂工場を増設する。　東京都葛飾区高砂6-13-16
- 1951年業務拡張のため、組織及び社名を変更し、高久産業株式会社とする。資本金500万円
- 1976年高砂工場が手狭なため、埼玉県三郷市市助79に工場を新設し、移転する。
- 1985年三郷工場隣地を取得し工場を拡張する。
- 1986年食品用、弱電用製品の工場を新設する。
- 1988年東京都千代田区に神田営業所を新設する。
- 1991年三郷第2工場を埼玉県三郷市親和1-178に新設する。　本社が手狭になったため、東京都墨田区向島4-17-5に高久ビルを新設し、神田営業所を本社に移転・統合する。
- 2001年ISO9002：1994三郷工場にて認証取得。
- 2003年ISO9001：2000本社営業部、本社工場、三郷工場の全社にて認証取得。
- 2004年三郷工場内にクリーンルームを新設。
- 2005年三郷工場隣地を取得し工場拡張。
- 2008年資本金2000万円に増資する。
- 2010年大阪府大阪市に大阪営業所を新設する。
- 2011年大阪府大阪市中央区に大阪営業所を移転する。
- 2015年茨城県つくばみらい市に「つくば工場」を新設する。
- 2016年資本金3000万円に増資する。